# Peter Heyling
Peter Heyling (1607 nebo 1608, Lübeck – asi 1652, asi Káhira[zdroj?]) byl první protestantský misionář v Etiopii; přeložil Nový zákon do amharštiny.
Mezi lety 1628 a 1632 studoval Heyling teologii a právo na Pařížské univerzitě. V Paříži se také seznámil s nizozemským protestantem Hugem Grotiem.
Do Etiopie se vydal v roce 1632, při cestě studoval v arabštinu v Egyptě a Jeruzalémě. V Etiopii, kam dorazil o dva roky později, se stal vlivným kazatelem a lékařem na dvoře císaře Fasilida, nicméně jeho snahy o reformu církve vyústily ve velké spory o christologii. O způsobu, jakým Heyling zemřel, existují různá svědectví. Podle jedné z nich byl kolem roku 1650 vyhoštěn z Etiopie a zemřel během cesty. Jiná verze je od kněze Abby Gorgoryose, který uvádí, že císař dovolil Heylingovi v roce 1652 odcestovat do Káhiry, kde zemřel jako mučedník poté, co se odmítl zříci své víry u tureckého paši v Suakinu.